# إيف هارلو
إيف هارلو هي ممثلة كندية، ولدت في 20 يونيو 1989 بموسكو في روسيا.

## أعمال

### أفلام
- (2007) جونو[5]
- (2009) جسم جينيفر[6]
- (2018) أسرة فورية

### مسلسلات
- كايل إكس واي

## وصلات خارجية
- إيف هارلو على موقع IMDb (الإنجليزية)
- إيف هارلو على موقع ألو سيني (الفرنسية)
- إيف هارلو على موقع أول موفي (الإنجليزية)
- إيف هارلو على موقع قاعدة بيانات الأفلام السويدية (السويدية)
- إيف هارلو على موقع قاعدة بيانات الفيلم (الإنجليزية)
- إيف هارلو على موقع كينوبويسك (الروسية)